# 高棘龍屬
高棘龍屬（意為「有高棘的蜥蜴」）又名高脊龍、多脊龍或阿克羅肯龍，是肉食龍下目異特龍超科鯊齒龍科的一個屬，生活在白堊紀中期（阿普第階到阿爾比階）的北美洲，接近1億1600萬年前到1億1000萬年前。如同大部分恐龍的屬，高棘龍只有單一種，阿托卡高棘龍（A. atokensis）。牠們的化石主要發現於美國的奧克拉荷馬州、德克萨斯州與懷俄明州，在馬里蘭州則發現了可能屬於高棘龍的牙齒。
高棘龍是一種大型的雙足肉食性恐龍。如同名稱所顯示，牠們的許多脊椎有高大的神經棘，極可能支撐者由肌肉所構成的隆脊，從頸部延伸到背部、臀部。高棘龍是最大型的獸腳亞目恐龍之一，身長接近12公尺，重量可達約6到7公噸。在德州所發現的大型獸腳類足跡，可能是由高棘龍所留下，但沒有相關骨骸可以直接證實。
近年發現的化石增添了許多生理結構的特徵，可進一步研究高棘龍的腦部結構與前肢功能。然而，高棘龍的演化關係仍存在者爭論，有些科學家將牠們歸類於異特龍科，其他科學家則歸規於鯊齒龍科。高棘龍是牠們所處生態系統的最大型獸腳類恐龍，並可能是頂級掠食動物，以大型蜥腳類與鳥腳類恐龍為食。

## 敘述

高棘龍與人類的體型比較

高棘龍的體型略小於牠們的大型近親南方巨獸龍，但仍是最大型的獸腳類恐龍之一。目前已知最大的個體（編號NCSM 14345）為11.5公尺長，重量估計為6,000到7,000公斤。頭顱骨的長度接近1.3公尺。
如同大部分其他的獸腳類恐龍，高棘龍的頭顱骨長、低矮、狹窄。眶前孔相當大，約佔頭部的1/4長、2/3高度，可減輕頭部的重量。上頜骨兩側與鼻骨上側的表面，並不像南方巨獸龍與鯊齒龍那樣多起伏。鼻骨上有長而低矮的稜脊，從鼻孔開始，沿者口鼻部的兩側，直到眼睛處的淚骨。所有異特龍超科的頭部都具有這種稜脊。不像異特龍，高棘龍的眼睛前方的淚骨並沒有角冠。牠們的淚骨與眶後骨癒合，在眼睛上方形成一個厚眉脊，這點與鯊齒龍科、沒有親緣關係的阿貝力龍科相同。上頜兩側各有19顆鋸齒狀、彎曲的牙齒，但下頜的牙齒數量未明。高棘龍的牙齒比鯊齒龍的還寬，而且沒有鯊齒龍科特有的牙齒紋路。下頜的齒骨前緣呈方形，如同南方巨獸龍；齒骨的上下寬度窄，而下頜後段骨頭的上下厚度非常寬。高棘龍與南方巨獸龍的下頜上隅骨側邊都有寬厚、水平方向的稜脊。
高棘龍最明顯的特徵是在牠們的高大的神經棘，從頸部延伸到背部、臀部及尾巴前段，長度可以達脊椎長度的2.5倍。其他在背部有著高大背棘的恐龍，有些的背棘比高棘龍的更巨大。例如，生存於非洲的棘龍，棘龍的背棘約為2米高，約是所連接的脊椎骨的11倍長。與棘龍的背棘支撐者皮膚不同，高棘龍的背棘較低矮，可能作為健壯肌肉的附著處，類似現代的美洲野牛，並在背部形成一個高而厚的隆脊。背棘的功能仍然未明，可能跟動物之間的視覺辨識物、儲存脂肪或控制體溫有關。所有頸椎與背椎的兩側都有明顯的側腔，而尾椎的側腔較小。這個特徵較為類似鯊齒龍科，而非異特龍科。
除了脊椎以外，高棘龍具有典型的異特龍超科骨骸。高棘龍是種二足恐龍，尾巴長而重，可平衡頭部與身體的重量，將重心保持在臀部。與異特龍相比，高棘龍的前肢較短、較粗壯，但其他方面很類似，手部都有三根手指，上有指爪。與小型的善奔恐龍不同，牠們的股骨長於脛骨與蹠骨，這顯示高棘龍不善於快速奔跑。相較於異特龍，高棘龍的後肢骨頭較為粗壯。如同其他獸腳類恐龍，高棘龍的腳掌具有四根腳趾，第一趾小於其他小趾，無法接觸地面。

## 分類系統

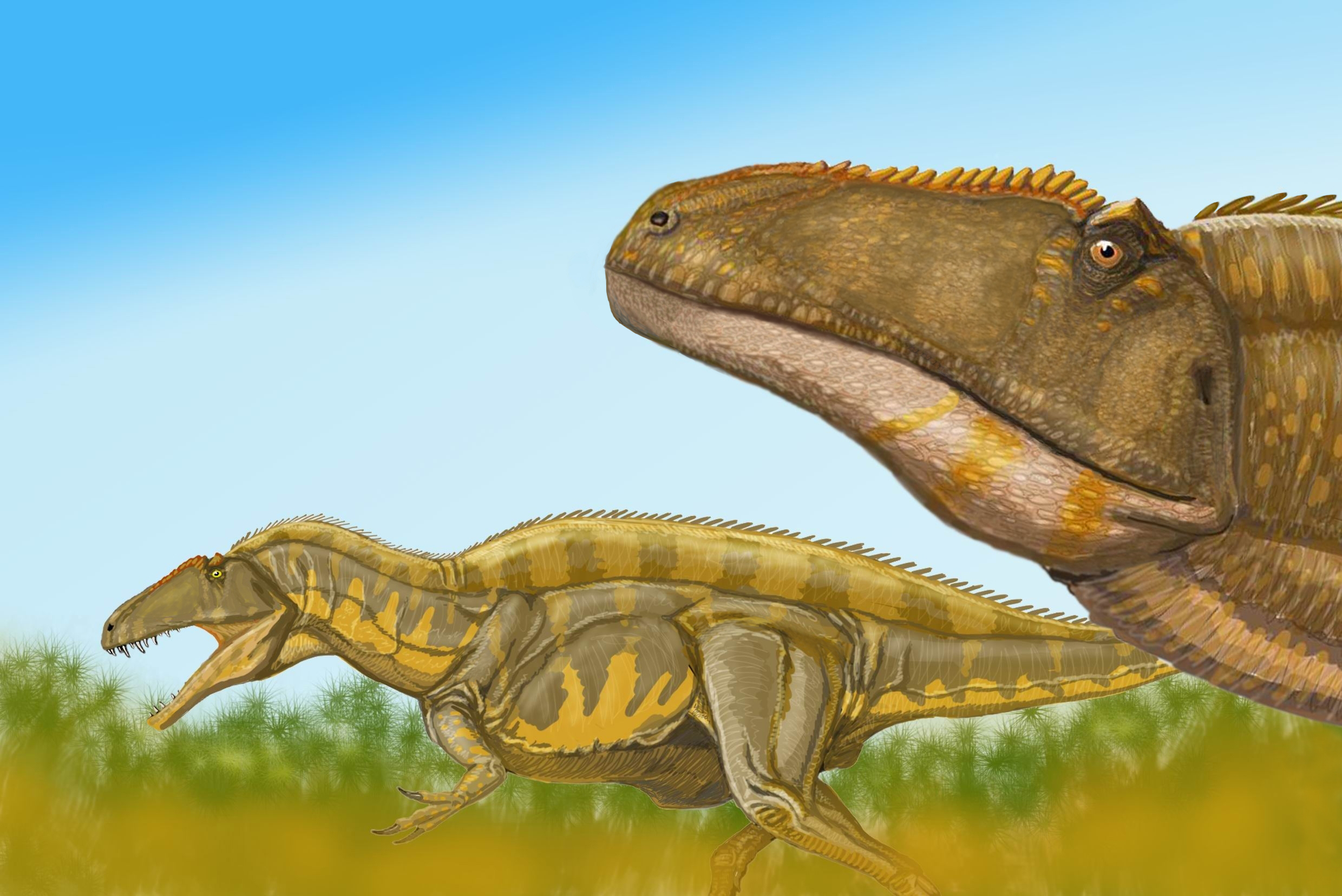
高棘龍的復原圖

現代的親緣分支分析法將高棘龍歸類於堅尾龍類的異特龍超科中，但在這個超科內部的位置卻被有爭議。異特龍超科的特徵是鼻骨與淚骨上方有一對稜脊，頸椎上有高大的神經棘，以及其他特徵。高棘龍最初與異特龍被分類為異特龍科，後期的一些研究也支持這個分類法。很多其他科學家將高棘龍與鯊齒龍及南方巨獸龍分類在鯊齒龍科內。
如同大部分其他的大型獸腳類恐龍，高棘龍最初被發現時只有零散的化石，使牠們的分類經常改變。J. Willis Stovall與Wann Langston, Jr.最初將高棘龍分類於腔軀龍科（Antrodemidae），是異特龍科的同義詞。在1956年，阿爾弗雷德·羅默（Alfred Sherwood Romer）將高棘龍改列為斑龍科，該科過去曾被當作垃圾箱类群。在60年代，其他科學家認為牠們脊椎上的長神經棘，代表者與棘龍的親緣關係。將高棘龍歸類於棘龍科的分類法，持續到80年代，並出現在當時的半科學文獻當中。
在1884年，英格蘭的早白堊紀地層發現了高大的神經棘，曾經被認為非常類似高棘龍。這些骨頭最初被歸類於頂棘龍，頂棘龍是種英國的獸腳類恐龍，僅發現牙齒。在1988年，葛瑞格利·保羅（Gregory S. Paul）在1988年將這些神經棘命名為高棘龍的第二個種，長棘高棘龍（Acrocanthosaurus altispinax），保羅的歸類使得至少一位科學家主張頂棘龍是高棘龍的一個異名。在1991年，長棘高棘龍被改建立為獨立的比克爾斯棘龍，不屬於高棘龍與頂棘龍。
如果高棘龍屬於異特龍亞科，牠們的最近親應為侏儸紀的異特龍與食蜥王龍。那些將高棘龍歸類於鯊齒龍科的親緣分支分類法研究，常將高棘龍歸類於比非洲鯊齒龍與南美洲南方巨獸龍更為原始的位置。高棘龍常被認為是始鯊齒龍的姊妹分類單元，始鯊齒龍也是原始鯊齒龍科恐龍。發現於英格蘭的新獵龍，經常被認為是種更基礎的鯊齒龍科動物，或者是新獵龍科的原始物種。新獵龍意味者鯊齒龍科起源於歐洲，之後散佈到南方的岡瓦那大陸。如果高棘龍屬於鯊齒龍科，意味者鯊齒龍科也散佈到北美洲。目前已知的鯊齒龍科都生存於白堊紀的早期到中期。

## 發現與命名
高棘龍的名字是從其高大的神經棘而來，ακρα/akra在古希臘文的意思是「高的」，ακανθα/akantha意為「棘」或「刺」，而σαυρος/sauros意為「蜥蜴」。高棘龍的唯一種是阿托卡高棘龍（Acrocanthosaurus atokensis），種名是按其發現地方，奧克拉荷馬州的阿托卡縣來命名。高棘龍的名稱是由美國古生物學家J. Willis Stovall及Wann Langston, Jr.於1950年命名的。Langston曾在他於1947年的未公佈碩士論文中，提到了Acracanthus atokaensis這個名稱，但在正式公佈時，則改為阿托卡高棘龍。
高棘龍的正模標本（編號OMNH 10146）及副模標本（編號OMNH 10147），包含兩個部份身體骨骼及一小片的頭顱骨，是發現於美國奧克拉荷馬州的鹿角組，並在1950年同時被研究。在90年代，發現兩副較完整的身體骨骼。第一副標本（編號SMU 74646）是個部份身體骨骼，約為70%完整，大部份的頭顱骨遺失，發現於德克薩斯州的雙子山組，目前保存於沃斯堡科學歷史博物館內。另一個更完整的身體骨骼（編號NCSM 14345）是由私人收藏家發現於鹿角組，通常暱稱為「法蘭」，經過南達科塔州的黑山地質研究院處理過後，目前保存於北卡羅萊納州羅利市的北卡羅萊納州自然科學博物館內。這個標本保有目前唯一的完整高棘龍頭顱骨與前肢，也是目前最大型的標本。高棘龍的副模標本與「法蘭」的大小接近，顯示牠們的體型大致接近，而編號SMU 74646則明顯較小。很多其他的碎片及獨立骨頭在德克薩斯州北部、奧克拉荷馬州及甚至亞利桑那州。
發現於Cloverly組地層的一個部分身體骨骼（編號UM 20796），顯示高棘龍也分布於Cloverly組地層。這個標本是個幼年個體，包含：兩個部分脊椎、部分恥骨、一個股骨、一個部分腓骨、以及其他破碎骨頭。這個化石出土於懷俄明州中北部的大角盆地，位於一個波塞東龍的胸帶化石附近。Cloverly組地層的其他大型、破碎的獸腳類化石，可能也屬於高棘龍，牠們可能是這個地層的唯一大型獸腳類恐龍。
奧克拉荷馬州與德州以外的地區，也發現可能是高棘龍的化石，但較不完整。一個發現於亞利桑那州南部的牙齒，可能屬於高棘龍，在該地區的蜥腳類化石也發現了符合高棘龍的齒痕。發現於馬里蘭州的阿倫德爾組的數顆牙齒，與高棘龍的牙齒幾乎一致，可能為高棘龍的東部代表。美國西部的許多地層組發現的牙齒與骨頭，曾經被歸類於高棘龍，但大部分是歸類錯誤。

## 古生物學

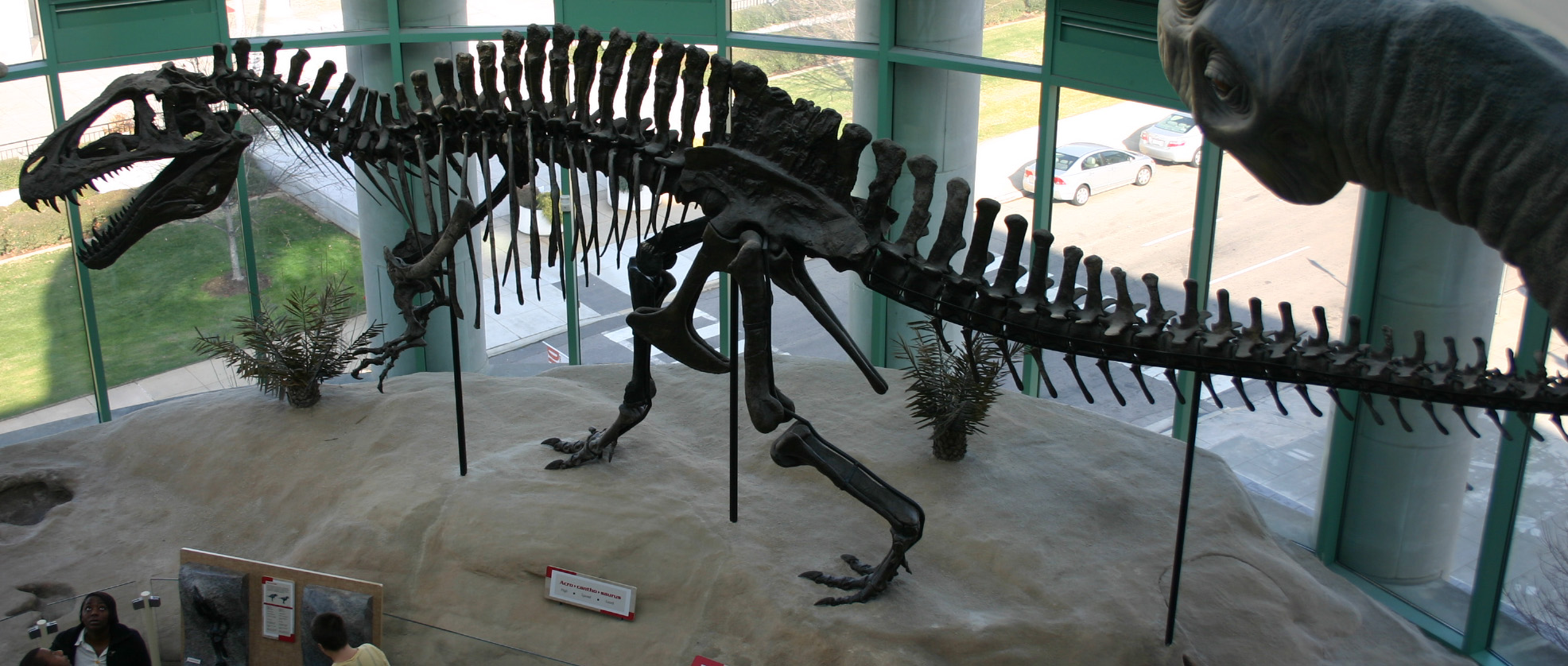
NCSM 14345的骨架模型，暱稱「法蘭」（Fran），位於美國北卡羅萊納自然歷史博物館

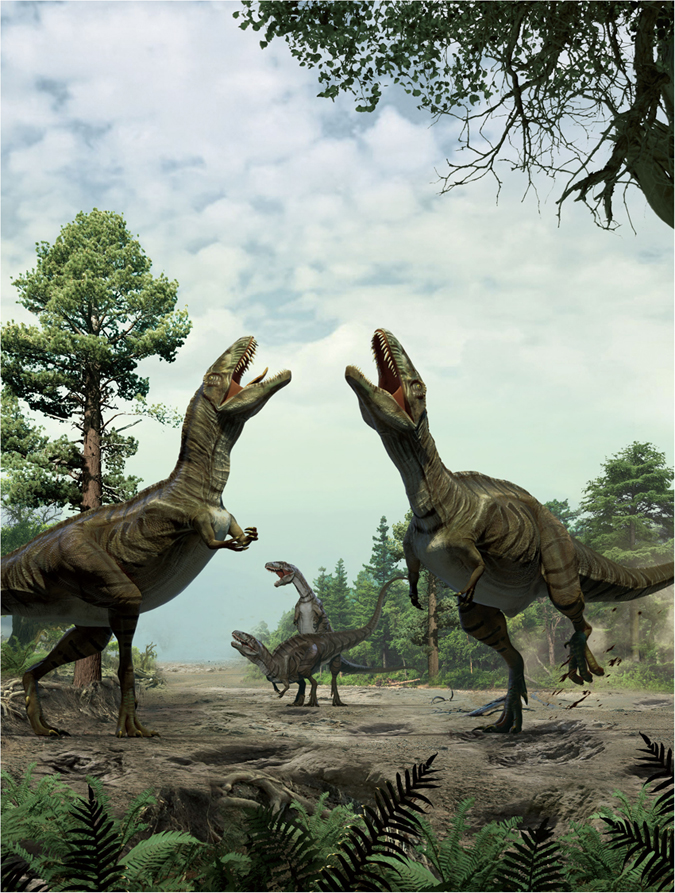
高棘龍的繁殖與求偶行為想像圖

### 前肢功能
如同大部分其他的獸腳類恐龍，高棘龍的前肢無法接觸地面，因此沒有行走的功能，而是在獵食時發生作用。「法蘭」的完整前肢，有助於研究高棘龍前肢的功能與活動範圍。一個研究檢驗了骨頭與其相連骨頭的表面，以計算關節能有多少活動範圍，而不會關節脫位。如同許多現存主龍類，許多手部關節的骨頭並沒有完全相吻合，顯示這些關節有一定的軟骨。這個研究並指出當高棘龍休息時，前肢會從肩膀下垂，肱骨微向後擺，手肘彎曲，指爪朝內。
與人類相比，高棘龍的肩膀的轉動範圍很小。牠們的手臂無法做出360°的旋轉幅度，但可後擺至離垂直面約109°，所以肱骨可以後擺至斜微上方。手臂可以前轉至超過垂直面約24°。手臂無法往垂直地往下擺，但可外展至超於水平面約9°。與人類相比，手肘的活動範圍也很小，大約只有57°的轉動幅度。手臂無法完全地伸直，也無法大幅彎曲，而肱骨不能做出90°彎曲。橈骨與尺骨互相固定，所以無法如人類的前臂，做出往內側或外側旋轉的動作。
每個腕骨之間沒有準確地相接合，顯示手腕有大量的軟骨，可使手腕堅韌。當手指向外扳時，能幾乎碰觸到手腕。手指向內彎曲時，第一指能與第二指平行，第三指只能內彎。第一指的指爪最大，而且總是往內彎曲。第二指爪也總是彎曲的，而最小的第三指爪則可往內側、外側擺動。
除了計算前肢關節的活動範圍以外，這個研究還提出了高棘龍的獵食習性假設。牠們的前肢的前擺幅度不大，無法勾抓獵物的背部。由於前肢無法在捕捉獵物開始時派上用場，高棘龍可能主要使用嘴部來獵食。此外，前肢無法將獵物大幅拉近。只有當嘴部咬住獵物，強壯的前肢才能將獵物拉近、緊緊抓住，防止獵物逃脫。當獵物企圖逃脫時，高棘龍可用彎曲的第一、第二指爪刺住獵物的身體。手指的大幅外扳幅度是種演化適應，可讓高棘龍不用在關節脫落的風險下，抓住掙扎的獵物。一旦獵物被緊抓到身體旁，高棘龍便可用嘴部吞咬牠們。另一種可能的獵食方式則是高棘龍以嘴部咬住獵物，並用前肢不斷地往自己拉，用指爪劃出大型的傷口。

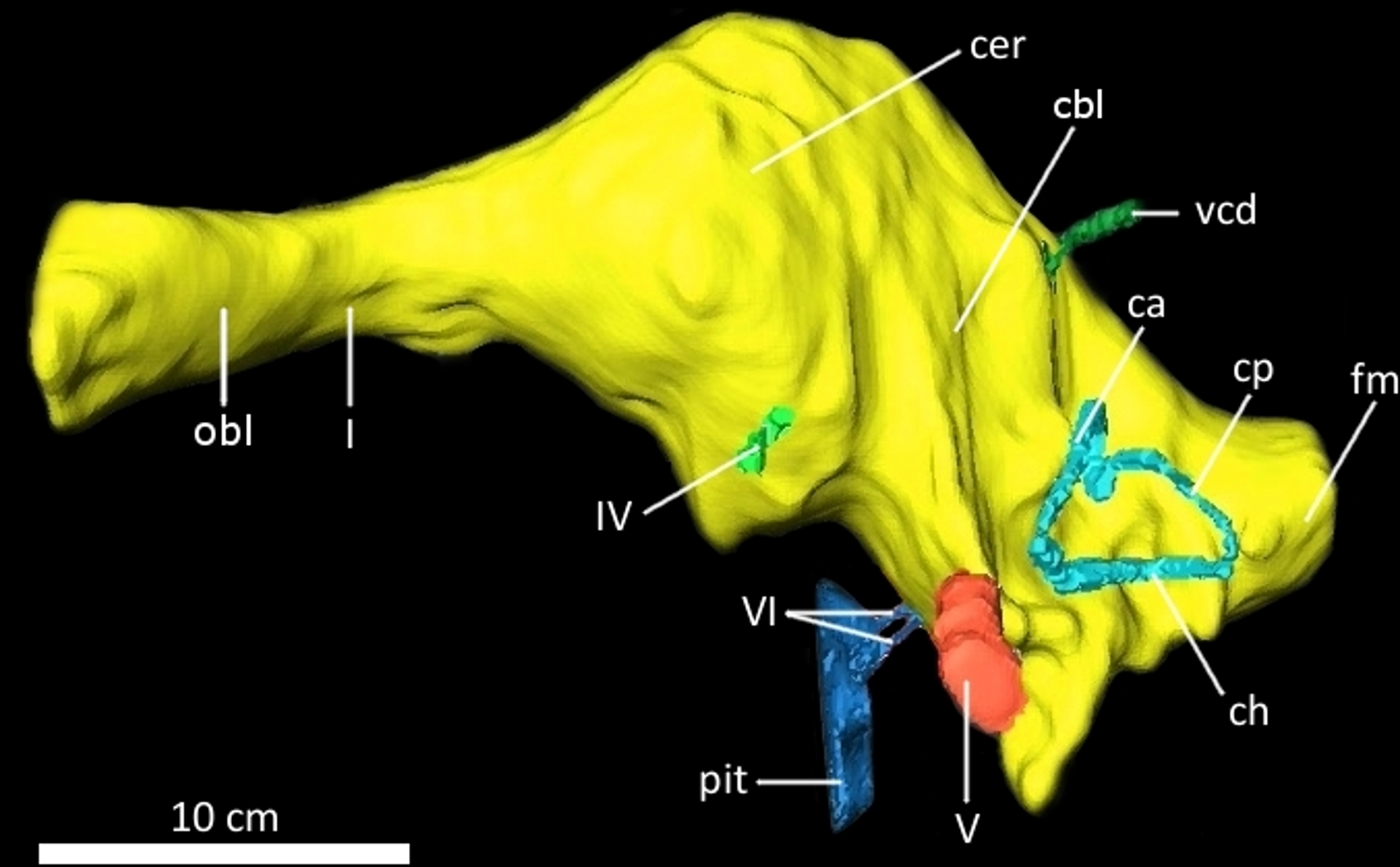
編號NCSM 14345標本的腦腔結構

### 腦部與內耳結構
在2005年，科學家們以X射線斷層成像分析高棘龍正模標本腦殼的內部空間，並製作了一個高棘龍的顱腔模型。在牠們生前，這些顱內空間除了裝有腦部，應該還有腦膜與腦脊液。這個顱腔模型可用來判定腦部及腦神經的一般特徵，也可與其他的獸腳類顱腔模型做比較。高棘龍的腦部類似大部分的獸腳類恐龍，最為類似異特龍超科。牠們的腦部看似鯊齒龍及南方巨獸龍，多於異特龍或中華盜龍，這支持了高棘龍屬於鯊齒龍科的假說。
高棘龍的腦部形狀稍微呈S形，大腦半球並不甚擴張，類似鱷魚多於鳥類。大部分的非虛骨龍類獸腳類恐龍都具有這項特徵。高棘龍的嗅球很大，呈球根狀，可見牠們的嗅覺很好。耳朵半規管的重建顯示頭部是保持在與水平面呈25°夾角。這是透過將模型調校至側半規管與地表成平行，顯示這種動物有者處於警戒中的步態。

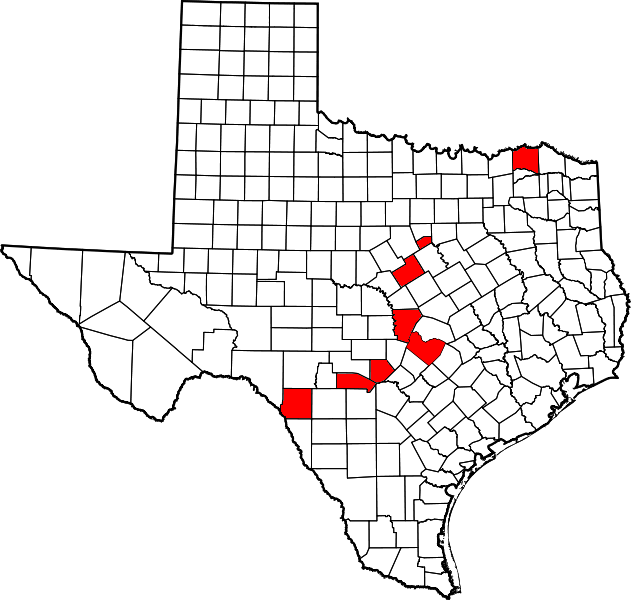
曾經發現過大型獸腳類恐龍的足跡化石的德州郡縣，位在玫瑰谷組地層中。

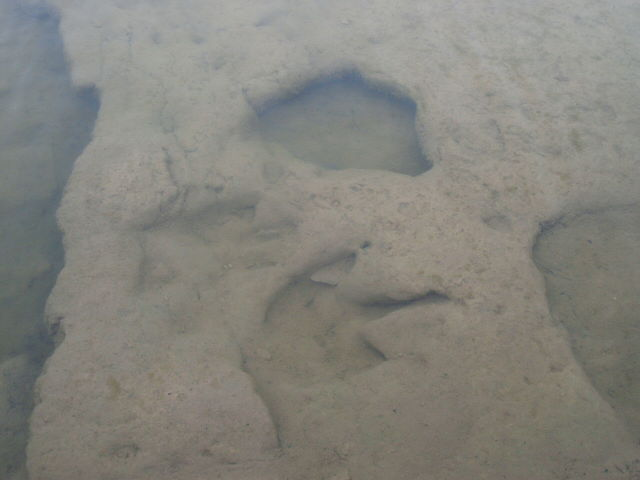
巴拉斯河的獸腳類足跡

### 可能足跡
在德克薩斯州中部的玫瑰谷組地層，保有許多恐龍的足跡，包含大型、三趾獸腳亞目的足跡。其中最著名的足跡化石發現於恐龍谷州立公園的巴拉斯河附近，目前正在紐約美國自然歷史博物館展示中，該地附近也發現了數個足跡化石。由於沒有化石被發現，這不可能界定這些足跡是屬於甚麼動物。但長久以來，科學家認為這些足跡可能與高棘龍有關。一個2001年的研究將玫瑰谷組地層的足跡與不同的大型獸腳類恐龍的腳掌相比，但無法明確地歸類於任何一屬。但該研究發現這個足跡的形狀與大小類似高棘龍。因為玫瑰谷組與鹿角組、雙子山組的地理位置與地質年代接近，而這些地區的唯一大型獸腳類恐龍為高棘龍，該研究推論這些足跡最可能由高棘龍所留下。
這個著名的獸腳亞目足跡屬於數個個體，與多達12隻蜥腳下目恐龍向著同一方向前進。有些獸腳亞目足跡是在蜥腳下目足跡之上，顯示它們是在之後形成的，這顯示有一小群高棘龍在追蹤一群蜥腳下目恐龍。這個有趣的理論看似合理，但是卻很難證實，而有其他解釋。例如，在蜥腳類恐龍經過後，多隻個別的獸腳類恐龍在不同時間經過同一方向，彷彿好像是在追蹤獵物一般。同樣的，也可以說蜥腳下目是個別的前進，而非整群的移動。當一批獸腳類足跡橫越其中一批蜥腳類足跡時，缺乏一個腳印，這被視為該恐龍展開攻擊的證據。但是，其他科學家對這解釋提出質疑，因為該批蜥腳類足跡並未改變步態，如果有任何大型掠食者位在該蜥腳類恐龍身邊，該恐龍應該會改變其姿勢。

### 病理
高棘龍正模標本的頭顱骨鱗狀骨有輕微的外生骨疣跡象。第11節脊椎的神經棘有斷裂後癒合的跡象，第3節尾椎的神經棘則有奇特鉤狀結構

## 古生態學

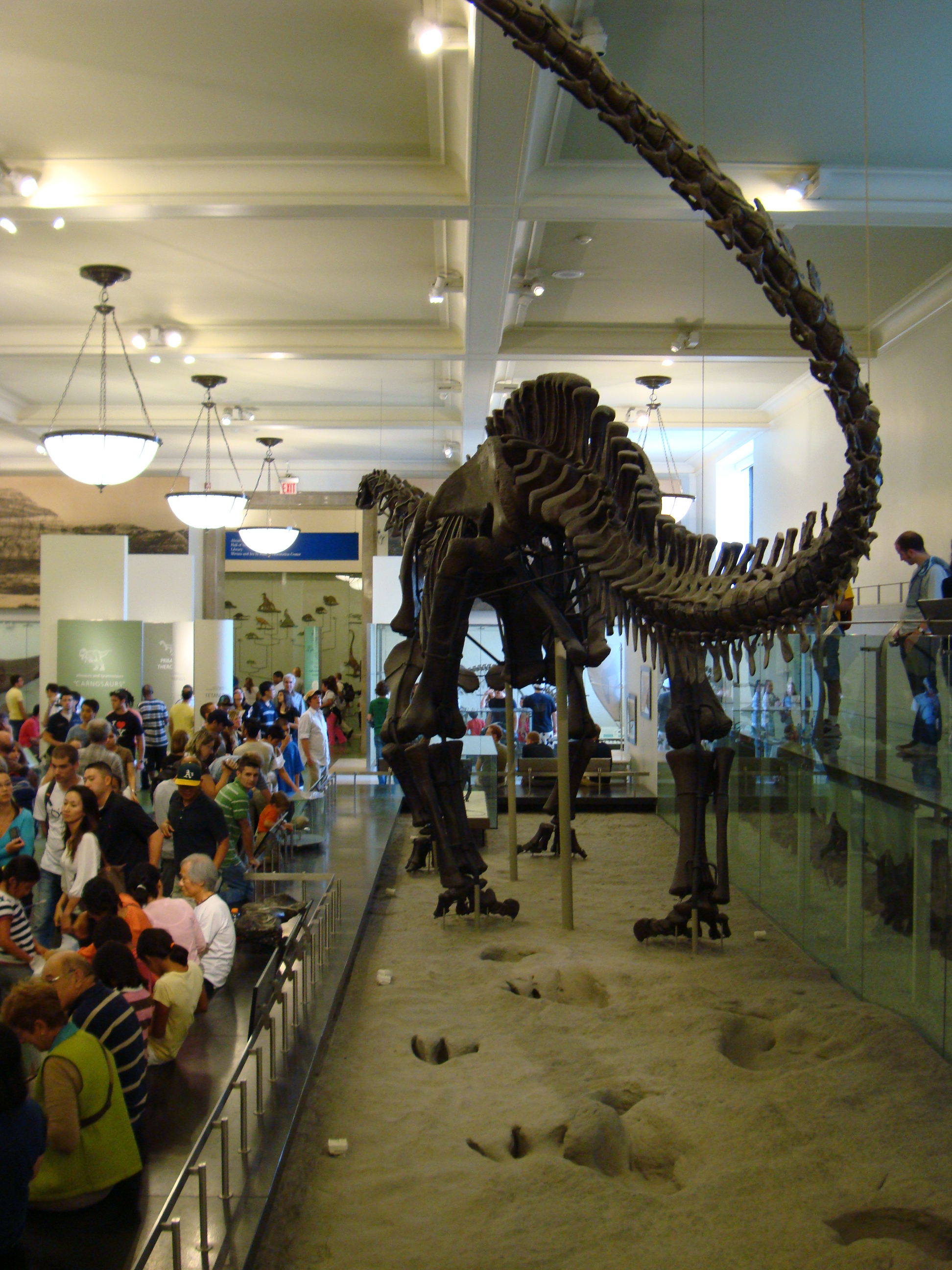
玫瑰谷組的獸腳類、蜥腳類足跡，與迷惑龍骨骼模型 - 美國自然歷史博物館

高棘龍的化石發現於德州北部的雙子山層與奧克拉荷馬州南部的鹿角層。這些地層還沒有經過放射性同位素計年，但科學家們利用生物地層學來估計它們的年代。根據菊石化石的變化，德州的玫瑰谷層位於早白堊紀阿普第階與阿爾比階的交界，該地層發現過高棘龍的可能足跡，而且位於雙子山層的上層。這顯示雙子山層都屬於阿普第階，而阿普第階的年代為1億2500萬年前到1億1200萬年前。鹿角層的化石還包含恐爪龍與腱龍，兩者的化石也發現於蒙大拿州的克洛佛利層，克洛佛利層經過測量後，被發現年代為阿普第階至阿爾布階，這顯示鹿角層的年代應該相同。因此，高棘龍極可能生存於1億2500萬年前到1億年前間。
在這個時期，雙子山層與鹿角層是大片氾濫平原，位於陸緣海附近。在數百萬年之後，這片海洋向北擴張，形成西部內陸海道，並將北美洲一分為二，持續到幾乎整個晚白堊紀。玫瑰谷層是個沿岸環境，高棘龍的可能足跡應該是留在古代海岸邊的泥濘平地上。由於高棘龍是種大型掠食動物，牠們被推測生存於大範圍的地區，居住於許多不同的環境。高棘龍的獵食對象可能有：蜥腳類的帕拉克西龍（Paluxysaurus）、體積龐大的波塞東龍、以及大型鳥腳類恐龍如腱龍。恐爪龍也生存於同一地區，牠們是種小型獸腳類恐龍，身長約3公尺，極可能與幼年高棘龍有少許的競爭。

## 外部連結
- 高棘龍正模標本「法蘭」 （页面存档备份，存于）（NCSM 14345）
- 北卡羅萊納州自然科學博物館高棘龍資料（英文）
- 高棘龍簡介 - 獸腳亞目網站
- 玫瑰谷的足跡化石 - 美國自然歷史博物館網站